# متیل‌اتیل‌تریپتامین
متیل‌اتیل‌تریپتامین (به انگلیسی: Methylethyltryptamine) یک ترکیب شیمیایی با شناسه پاب‌کم ۸۲۴۸۴۵ است. که جرم مولی آن ۲۰۲٫۲۹۵ g/mol می‌باشد. 